# Ленинский (Кашарский район)
Ленинский — хутор в Кашарском районе Ростовской области.
Входит в состав Фомино-Свечниковского сельского поселения.

## География

### Улицы
- ул. Заветная,
- ул. Песчаная,
- ул. Тихая.

## Население
| 2010 |
| ---- |
| 118  |